# Kommer hit till mig säger Guds Son
Kommer hit till mig säger Guds Son (tyska: Kommt her zu mir, spricht Gottes Sohn) är en tysk psalm av Bartholomäus Ringwaldt. Psalmen översattes till svenska och fick titeln Kommer hit till mig säger Guds Son.

## Publicerad i
- 1572 års psalmbok med titeln KOmmer hijt migh sägher Gudz Son under rubriken "Någhra Evangeliska Paraboler".[2]

- Göteborgspsalmboken under rubriken "Om Gudz Barmhertigheet".[3]
- Den svenska psalmboken 1694 som nummer 247 under rubriken "Psalmer öfwer Några Söndags Evangelier".[4]
- 1695 års psalmbok som nummer 215 under rubriken "Psalmer Öfwer några Söndags Evangelier".[1]